# سفنكدونات وأقاربها
السفنكدونات وأقاربها (الاسم العلمي: Sphenacodontoidea) هي فوق فصيلة من الحيوانات تتبع البليكوصوريات الحقيقية.

## التصنيف
- السفنكدونات
  - السفنكدوناوات
    - السفنكدون